# Jaap Jacobs
Pour les articles homonymes, voir Jacobs.
Jaap Jacobs est un auteur et historien néerlandais s'intéressant principalement à la Nouvelle-Néerlande, colonie néerlandaise située entre les fleuves Delaware et le Connecticut aux États-Unis.

## Biographie
Après avoir présenté un doctorat à l'Université de Leyde, Pays-Bas, en 1999, il est entré au Centre de recherches sur l'âge d'or néerlandais de l'Université d'Amsterdam. La même année, il a publié « Een zegenrijk gewest: Nieuw-Nederland in de zeventiende eeuw (Cultuurgeschiedenis van de Republiek in de zeventiende eeuw) » (Nouvelle-Néerlande : Une colonie néerlandaise en Amérique au dix-septième siècle) qui fut republié en anglais en 2005 sous le titre de New Netherland: A Dutch Colony in Seventeenth-Century America. Professeur invité, il donne régulièrement des conférences sur le passé colonial néerlandais de l'Amérique du Nord. Il travaille à une biographie de Pieter Stuyvesant.

## Monographie
- Jacobs, Jaap. « New Netherland: A Dutch Colony in Seventeenth-Century America ». Traduit du néerlandais par l'auteur. Brill, Boston / Leyde, 2005. 559 pages. (ISBN 9004129065)